# Сент-Мари-дез-Анж
Церковь Сент-Мари-дез-Анж (Церковь Девы Марии и Ангелов, фр. Sainte-Maries-des-Anges; также известная, как Церковь Маре; (фр. Temple du Marais) — протестантская (первоначально — католическая) церковь XVII века в парижском квартале Маре.

## История
Церковь Сент-Мари-дез-Анж — старейшая религиозная постройка ордена визитанток, основанного в 1610 году. Церковь была возведена в парижском квартале Маре в 1632 году по проекту архитектора Франсуа Мансара.
Ранее на этом месте находился монастырь, заложенный в XVII веке по инициативе Франциска Сальского и основательницы ордена визитанток — Иоанны де Шанталь, впоследствии канонизированных католической церковью. Во время Французской революции монастырь разрушили, а уцелевшую церковь в 1802 году передали протестантам. Ныне церковь продолжает функционировать, как протестантская, и является приходом Объединенной протестантской церкви Франции, возникшую в 2013 году в результате объединения двух наиболее традиционных для Франции протестантских церквей — кальвинистской и лютеранской. В соответствии с протестантской традицией, интерьер храма максимально скромен, однако отделка интерьеров лепниной носит следы былого великолепия, оставшегося от католического периода истории храма.
Архитектура и интерьеры церкви Сент-Мари-дез-Анж выдержаны в стиле барокко с элементами классицизма. Фронтон над центральным входом, поддерживаемый колоннами, выполнен в античном стиле. Над ним помещены скульптуры ангелов; выше находится круглое витражное окно.
В храме Сент-Мари-дез-Анж похоронен Николя Фуке, занимавший должность суперинтенданта Парижа при Людовике XIV.
В 1887 году церкви святой Марии и Ангелов правительством Франции был присвоен статус исторического памятника.

## Галерея

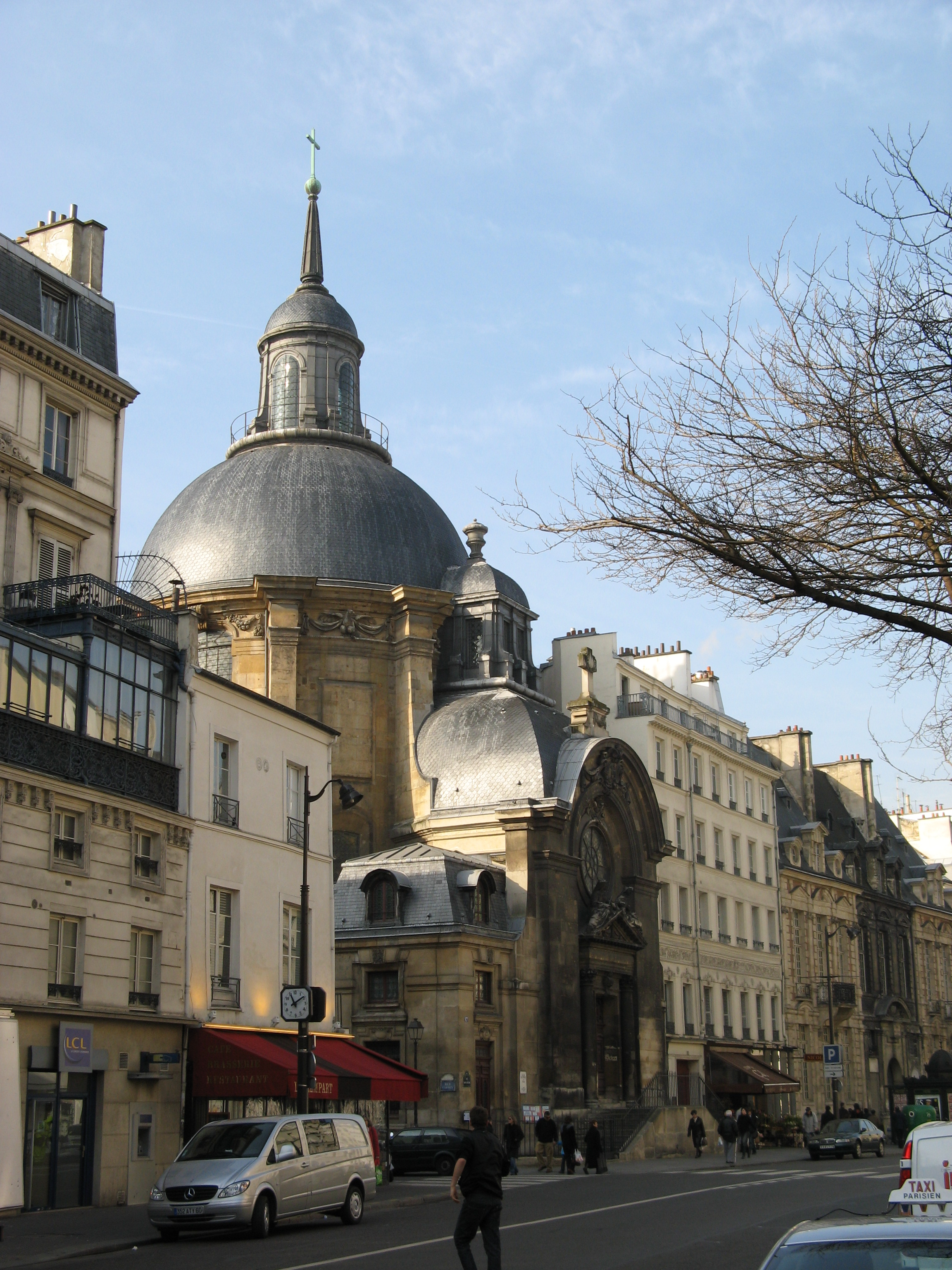
Общий вид храма.
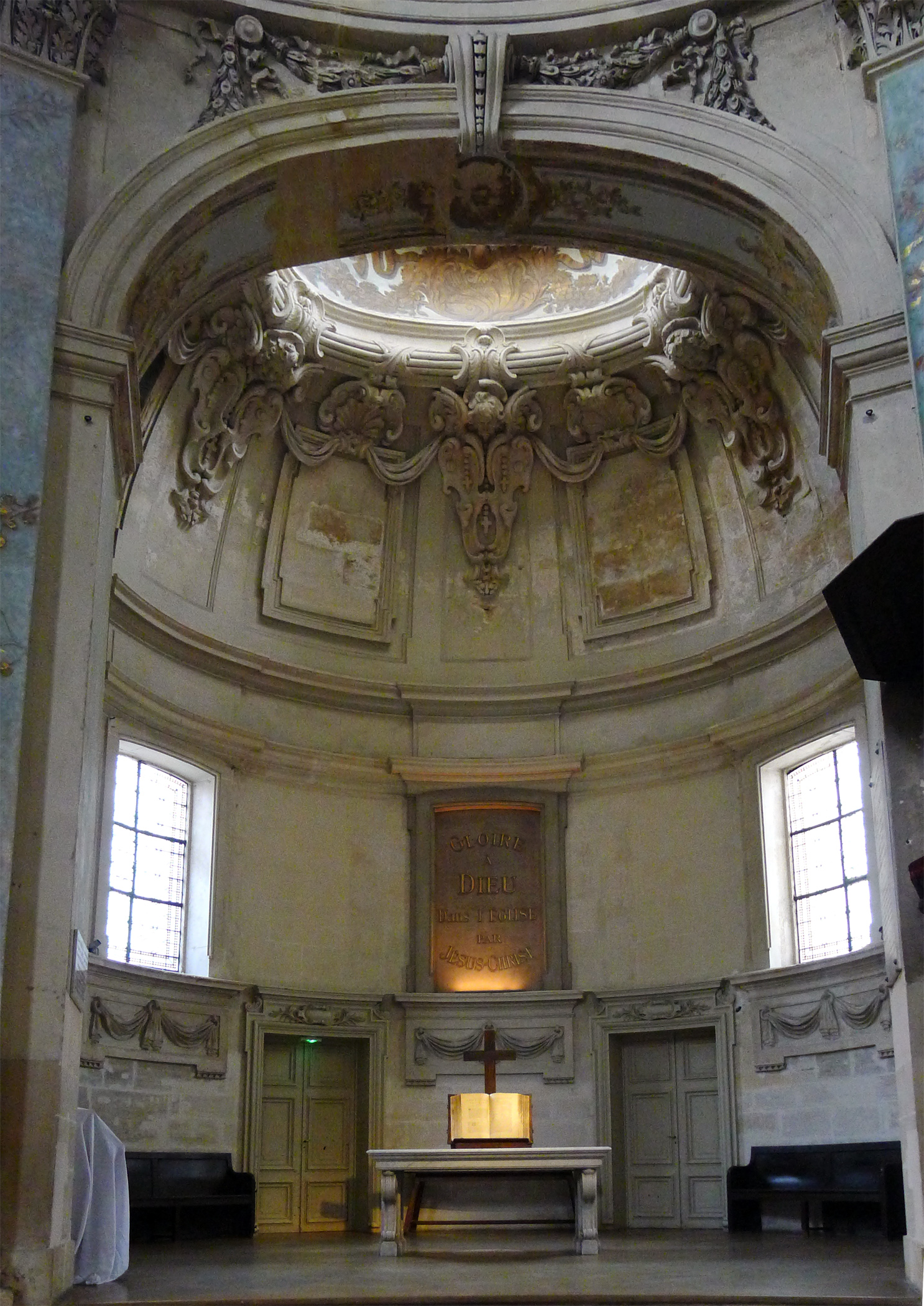
Алтарная часть.
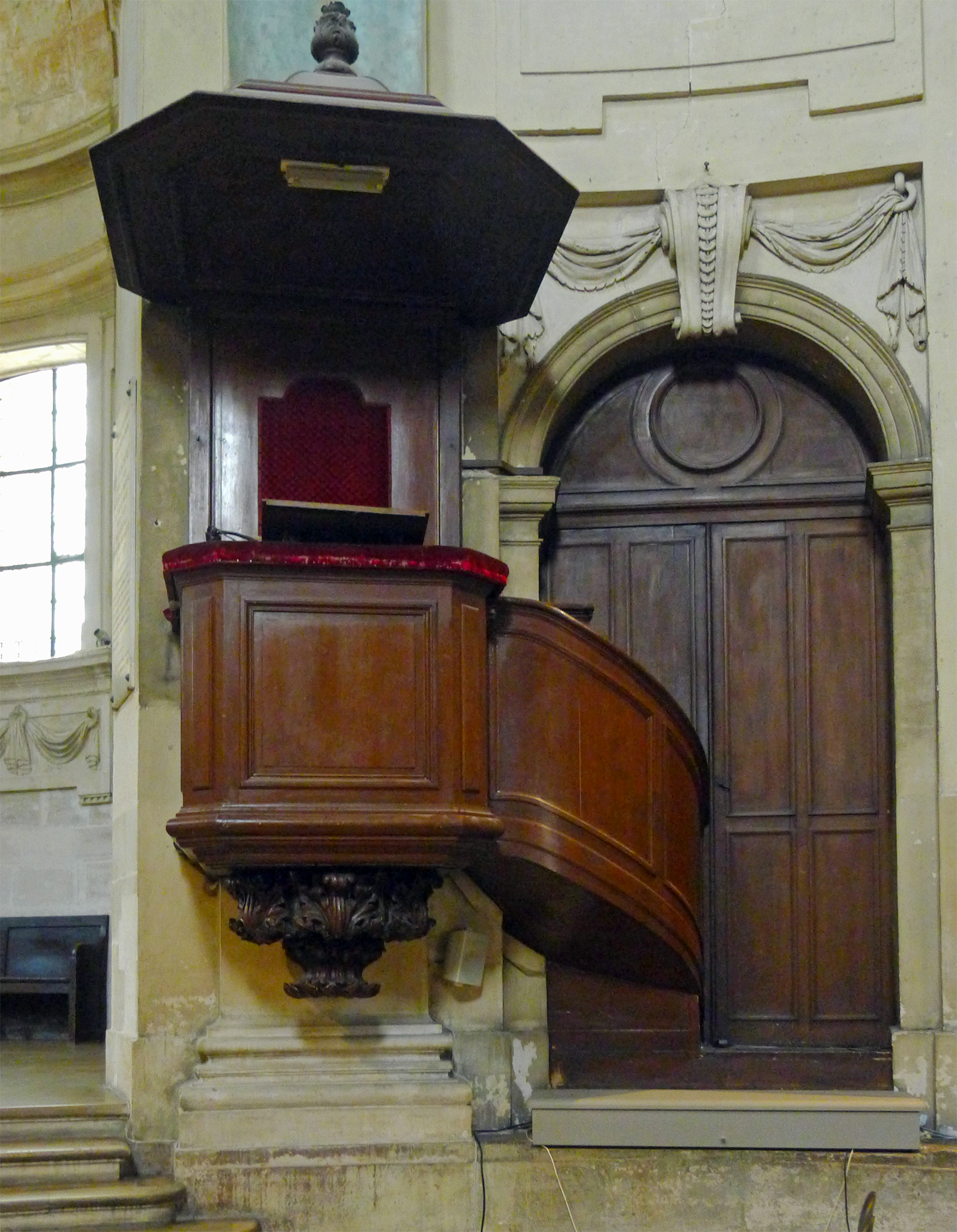
Кафедра.
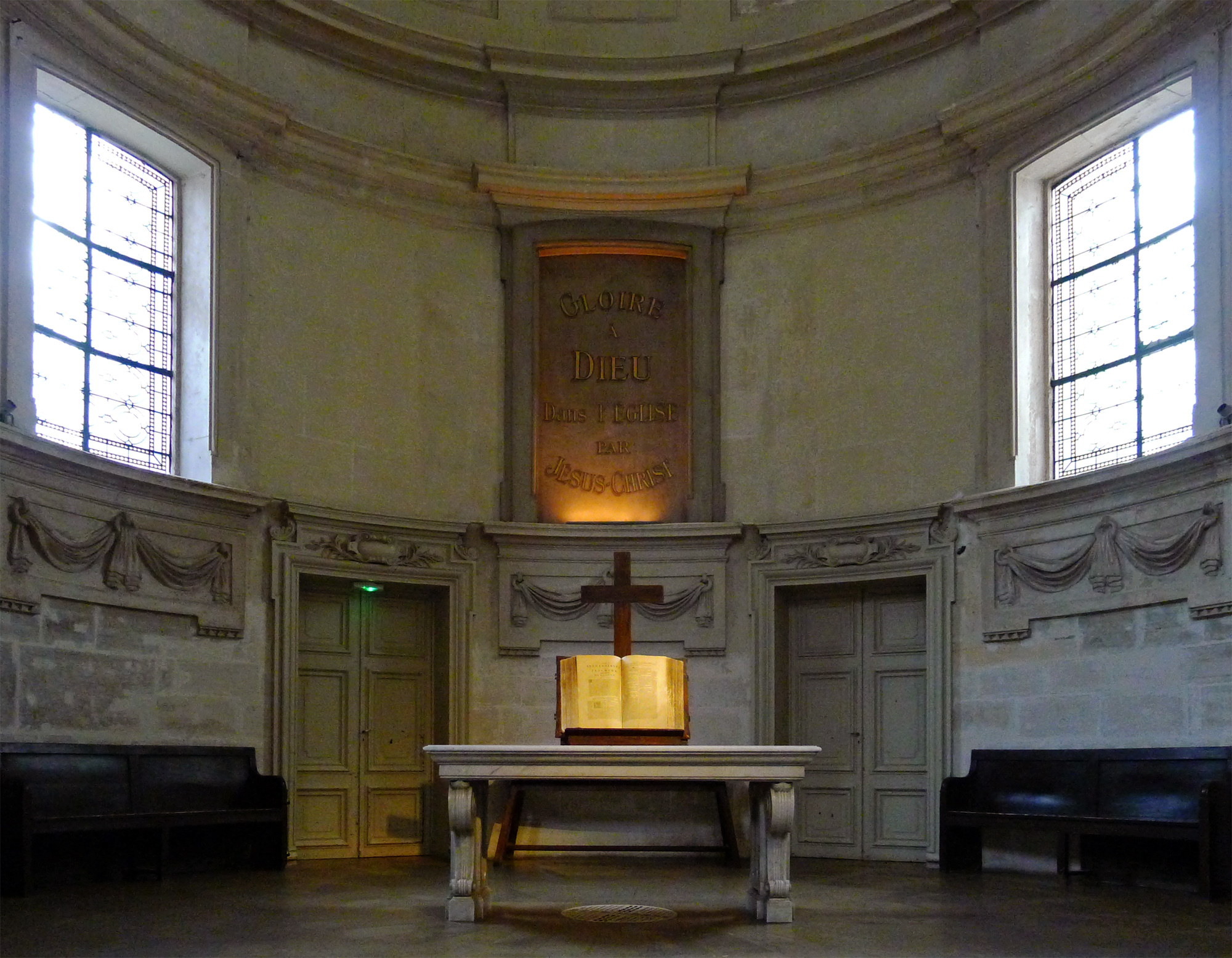
Алтарная часть крупным планом.
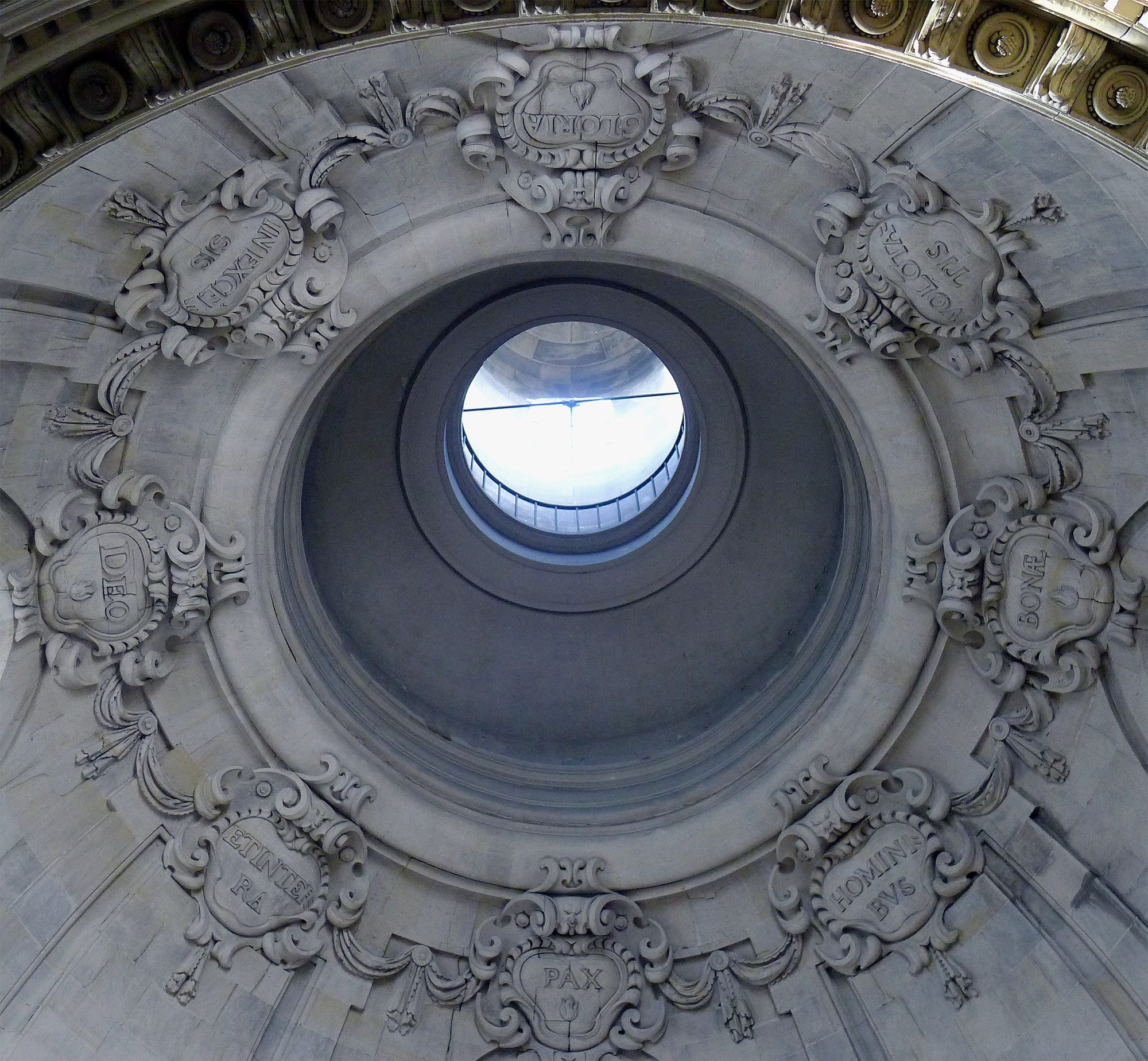
Главный купол.
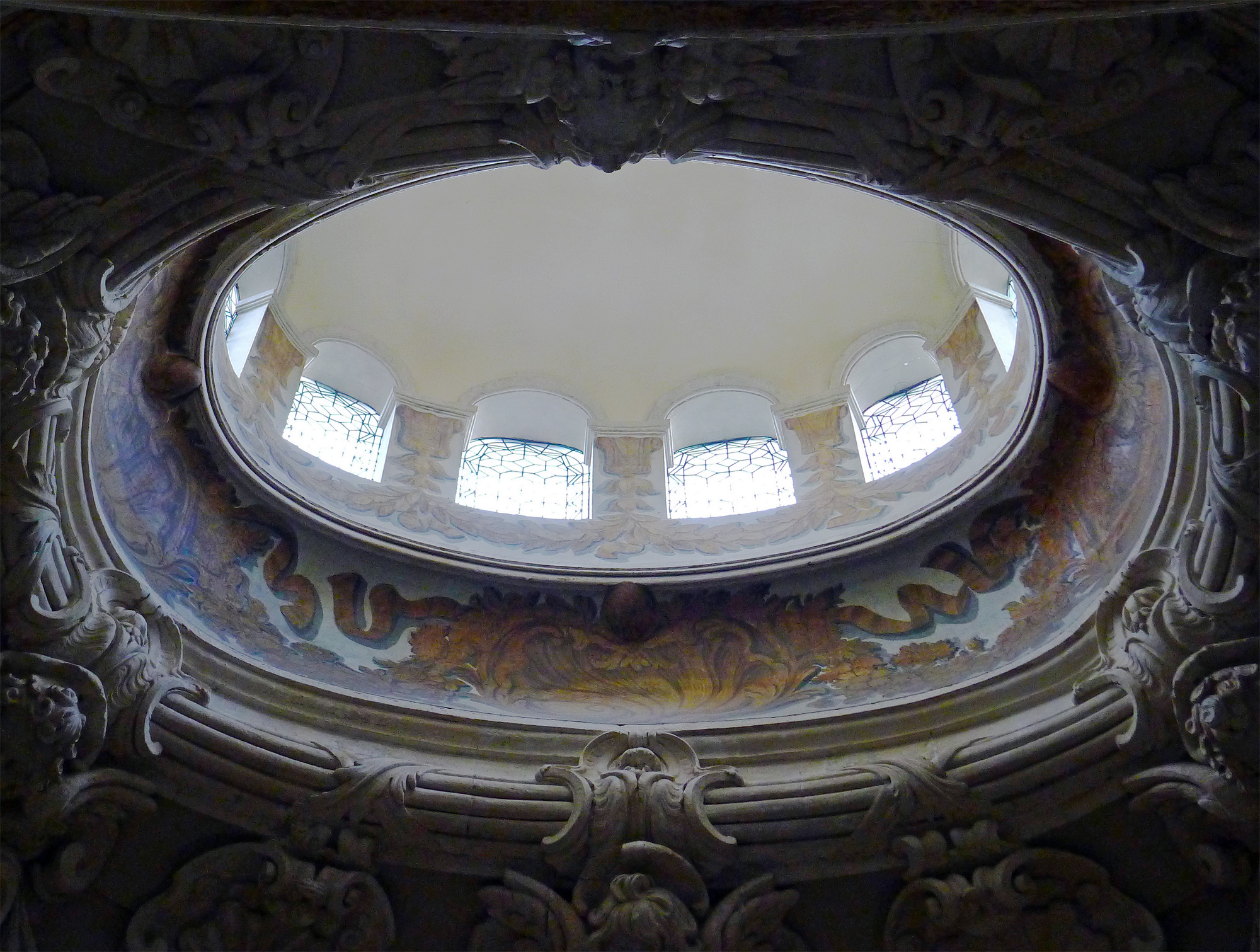
Роспись под малым куполом.